# ألفونسو إل. هيريرا
ألفونسو إل. هيريرا (بالإسبانية: Alfonso Luis Herrera)‏ هو أحيائي مكسيكي، ولد في 3 يوليو 1868 في مدينة مكسيكو في المكسيك، وتوفي في 1942.